# Сентрал ду Бразил / Сентру (станция метро)
Сентрал ду Бразил / Сентру (порт. Estação Central do Brasil / Centro) — пересадочная станция линий 1 и 2 метрополитена Рио-де-Жанейро. Станция располагается на границе районов Сентру города Рио-де-Жанейро. Открыта в 1979 году.
Станция обслуживает до 42 000 пассажиров в день.
Станция имеет четыре выходов к Praça da República, Central do Brasil, Min. do Exército и Terminal Rodoviário. Два из них ведут к автовокзалу и железнодорожному Центральному вокзалу.

## Окрестности
- Национальный архив
- Дворец Дуки-ди-Кашиас
- Площадь Республики - Кампу-ди-Сантана